# Nelson Acosta
Nelson Acosta López (ur. 12 czerwca 1944 w Paso de los Toros) – urugwajski piłkarz i trener piłkarski naturalizowany w Chile. Jako zawodnik grał początkowo w klubach w Urugwaju – w Huracanie Buceo Montevideo (1969-1971) i Penarolu Montevideo (1972-1976), z którym zdobył trzy tytuły mistrza kraju. W połowie lat 70. przeniósł się do Chile. Występował w Everton Viña del Mar (1977), CD O’Higgins (1978-1980) i CD Fernández Vial (1981-1983), gdzie rozpoczął pracę szkoleniową.
Ponadto trenował CD O’Higgins (1988-1991), Unión Espanola Santiago (1992 i 1993-1996) i meksykański Cruz Azul. W latach 1996–2001 był selekcjonerem reprezentacji Chile, którą w 1998 roku po szesnastoletniej przerwie wprowadził do finałów mistrzostw świata. Chilijczycy z Marcelo Salasem i Ivánem Zamorano na czele doszli do drugiej rundy, gdzie ulegli 1:4 Brazylii. Rok później podopieczni Acosty zajęli czwarte miejsce w Copa America.
Po rozstaniu z reprezentacją pracował z kadrą Boliwii (2003-2004). Od 2005 roku ponownie był selekcjonerem drużyny narodowej Chile. Złożył wypowiedzenie niedługo po przegranym 1:6 meczu z Brazylią w ćwierćfinale Copa America 2007, kiedy okazało się, że sześciu jego podopiecznych (w tym kapitan Jorge Valdivia) „rażąco złamało dyscyplinę” (chilijska federacja nie ujawniła o co dokładnie chodzi) i następnie zostało surowo ukaranych przez FIFA.